# Frozen (franquia)
Frozen é uma franquia de mídia da Disney que começou em 2013 com a animação de mesmo título, que foi dirigido por Chris Buck e Jennifer Lee, com roteiro de Lee e produzido por Peter Del Vecho, com canções de Robert Lopez e Kristen Anderson-Lopez, inspirado no conto A Rainha da Neve, do Hans Christian Andersen.
Desde o lançamento do filme em novembro de 2013, a franquia se expandiu muito rapidamente. Até à data, a franquia inclui vários atrações em parque temático, mercadoria, jogos de vídeo, livros, show no gelo, e um filme de animação curta. A Disney também anunciou que está trabalhando em um show da Broadway, uma sequência em longa-metragem, e uma nova série de livros. Em novembro de 2014, TheStreet.com explicou que "Frozen já não é um filme, é uma marca global, uma franquia construída em torno de produtos, parques temáticos e sequências que poderiam durar até o próximo século".

## Longa-metragens

### Frozen(2013)
O filme de animação, Frozen, foi lançado com aclamação da crítica e sucesso comercial, acendendo o questionamento dos meios de comunicação da Disney para expandir o universo de Frozen. Até junho de 2014, a Noruega, localização e inspiração visual para o filme, teve um crescimento significativo do turismo, com um aumento de 37% no número de turistas dos Estados Unidos no primeiro trimestre de 2014 (em comparação com o primeiro trimestre do ano anterior). Os operadores turísticos (incluindo Adventures by Disney) responderam adicionando mais passeios a Noruega.
Quando perguntado sobre sequências futuras, Del Vecho explicou em março de 2014 que Buck, Lee e ele "trabalhamos muito, muito bem juntos, então eu acredito que será o desenvolvimento de um novo projeto. Mas eu não sei o que é agora." No final de abril, o presidente da Walt Disney Studios, Alan F. Horn, disse que "nós realmente não temos falado sobre uma sequência" porque a prioridade atual do estúdio é o planejamento do musical da Broadway, o que vai exigir "quatro ou cinco" músicas adicionais para serem escrita pelos Lopez. Bob Iger, CEO da Disneyu qndo, foi perguntado em maio sobre uma sequência durante uma entrevista com o David Faber da CNBC; ele disse que a Disney não iria "impor uma sequência" ou "forçar uma narrativa", porque isto poderia criar algo não tão bom quanto o primeiro filme. Na mesma entrevista, Iger também expressou a esperança de que a franquia Frozen, "seja algo que esteja para sempre com a empresa", semelhante à "O Rei Leão". Em junho, Lee confirmou que Lasseter tinha concedido a ela e Buck liberdade para explorar tudo o que eles eram "apaixonados": "Nós não sabemos o que é ainda ... Nós estamos indo realmente para começar do zero. Vai ser algo completamente novo."
Em entrevista para o Telegraph, em 28 de novembro de 2014, Idina Menzel mencionou algo ambíguo, na qual a imprensa interpretou que estaria sendo produzida uma continuação de Frozen. No entanto, no dia 1 de dezembro, em uma entrevista ao programa Today, Menzel negou que "Frozen 2" esteja em produção ao ser questionada sobre o assunto dizendo: "Não tenho ideia. Eu só assumi aquilo porque (o filme) foi muito bem sucedido."
Em uma entrevista em março 2015, com BuzzFeed sobre Frozen Fever, os diretores refutaram os rumores recorrentes sobre uma possível sequela do longa-metragem. Buck brincou sobre quando viam tais rumores, ele e Lee perguntavam uns aos outros, "somos nós?". Ao mesmo tempo, Lasseter reiterou a Variety, sua filosofia sobre as sequências (ao discutir Toy Story 4): "[...] Nós não fazemos qualquer sequência por dinheiro. Fazemos isto porque cada um desses filmes foi criado por um grupo de cineastas, e na minha opinião, eles são os proprietários da propriedade intelectual. Assim nós chegamos a eles com uma pergunta simples: existe uma outra história que podemos dizer neste mundo e que vocês tem o desejo de fazer? a resposta provêm do grupo de cineastas. Ás vezes, a resposta é um óbvio sim. E às vezes é: 'Eu amo os personagens e eu amo o mundo, mas eu não tenho uma ideia ainda'. "e às vezes é apenas", 'esse filme é um grande filme', e o cineasta quer seguir em frente e fazer outra coisa. E isto é bom, também."

### Frozen 2(2019)
No dia 12 de março de 2015, foi anunciado numa reunião de acionistas da Disney, com Iger, John Lasseter e Josh Gad, que Frozen 2 estava em desenvolvimento e novamente realizado por Chris Buck e Jennifer Lee e produzido por Peter Del Vecho. Lasseter explicou que a Disney Animation, "como a Pixar, quando fazemos uma sequela, é porque os cineastas que criaram o original tiveram uma ideia que é tão bom e digna desses personagens." No caso de Frozen, os diretores tinham "vindo para cima com uma ótima ideia para uma sequência, e você vai ouvir falar muito mais sobre isso, estamos a levá-lo de volta para Arendelle." De acordo com o Los Angeles Times, não havia "considerável debate interno na Disney sobre a possibilidade de avançar com uma sequência de Frozen na Disney Animation, mas o sucesso sem precedentes do primeiro filme, aparentemente seduziu os executivos da Disney para fazer uma continuação.
Um mês depois, durante uma visita a Austrália, Buck divulgou que os diretores já tem uma ideia para final da sequência, mas eles ainda estão trabalhando na história que acabará por culminar com este final. Ele reconheceu que eles tem consciência do desafio que se comprometeram: "como podemos viver de acordo com o fenómeno do primeiro... Há muita pressão... E nós vamos colocar isto em nós mesmos também, vamos ser muito exigentes sobre o quão bom este tem que ser."
Em novembro de 2015, Del Vecho, ao visitar a Universidade Duke, como o pai de um estudante, explicou em uma entrevista publicada no jornal estudantil que os seus dias estão atualmente dividida entre duas coisas: "a franquia Frozen" e "trabalhando em ideias para o desenvolvimento da sequela de Frozen". Ele hesitou quando perguntaram-lhe o que esperar da sequela: "estamos animado pelas ideias que temos, mas é muito cedo para falar sobre eles. Nós não faremos uma sequela se sentimos que não temos uma história para contar que foi igual ou maior do que o original".
Em entrevista ao MTV News em agosto de 2015, Chris Buck falou sobre a continuação: "Vamos abordar outras questões que, penso eu, meninos e meninas, homens e mulheres, estão lidando hoje em dia", e completou, "acho que estamos muito conscientes do que está acontecendo na sociedade". Kristen Bell falou sobre a produção em entrevista para divulgar seu novo filme, The Boss, em março de 2016. Ela disse que o roteiro estava sendo finalizado, sendo feitos ajustes e que "ressoava qualidade", e provavelmente o elenco começaria a gravar em abril.

### Terceiro Filme
Em 8 de fevereiro de 2023, Bob Iger anunciou a continuação da franquia para uma terceira sequência.
Em 10 de agosto de 2024, durante a D23 Expo, a Disney confirmou o lançamento do filme para 2027, adiando-o em um ano em relação aos planos iniciais de lançá-lo em 2026.
Durante a D23 Expo 2024, a cineasta Jennifer Lee afirmou que a história do próximo filme será dividida em duas partes, o que também confirma um quarto filme para a franquia.

### Quarto filme
Em 16 de novembro de 2023, durante o programa matinal Good Morning America, Bob Iger confirmou que o quarto filme da franquia já estava em desenvolvimento, mesmo antes do lançamento do terceiro filme.
Bob disse: "Frozen 3 está em desenvolvimento, e talvez também exista um Frozen 4 em andamento. Mas não tenho muito a dizer sobre esses filmes agora. No entanto, Jenn Lee, que criou Frozen e Frozen 2, está trabalhando arduamente com sua equipe na Disney Animation, não em uma, mas em duas histórias."
Em 10 de agosto de 2024, durante a D23 Expo, a cineasta Jennifer Lee confirmou que o filme terá uma quarta sequência.

## Video-games
Um jogo de vídeo intitulado Frozen: Olaf's Quest foi lançado em 19 de novembro de 2013, para Nintendo DS e Nintendo 3DS. Desenvolvido pela 1st Playable Productions e publicado pela GameMill Entertainment, o jogo tem lugar após os acontecimentos do filme. Nele, Olaf deve usar suas habilidades únicas de boneco de neve, para tentar ficar em pé numa peça ao longo de 60 níveis. Anna e Elsa foram lançadas como estatuetas de brinquedo para o vídeo game Disney Infinity, em 26 de novembro de 2013, e ambos os brinquedos foram lançados separadamente em 11 de março de 2014. Além disso, a Disney lançou três jogos para celular: Frozen: Free Fall para iOS, Android e Windows Phone. O jogo tem lugar no reino de Arendelle e segue de perto a história original do filme, em que os jogadores podem juntar-se com Anna, Elsa, Kristoff, Hans, Olaf, Pabbie e Sven para ganharem poderes individuais de cada personagem. Seis mini-jogos podem ser jogado no site da Disney. A Sony lançou uma edição limitada de Frozen para Playstation 4 no Japão, no momento em que o filme foi lançado no mercado de home media japonês. A versão de Demi Lovato de Let It Go apareceu como uma música jogável em Fantasia: Music Evolved. Em 2014, Frozen foi fundido com outra propriedade da Disney: Club Penguin, um MMORPG infantil que teve uma temática de Frozen chamada de Frozen Party, que durou de 21 agosto a 3 setembro de 2014. Em 2015, Frozen Free Fall: Snowball Fight foi lançado em Steam e Xbox.

## Televisão

Anna e Elsa em Once Upon a Time.

### Once Upon a Time
O filme entrou na quarta temporada da série Once Upon a Time, da ABC Studios, propriedade da Disney. Em 11 de maio de 2014, a conclusão do final da terceira temporada revelou um novo enredo que incorpora elementos de Frozen, centrando-se na chegada de Elsa, a rainha da neve, depois de sua urna ser acidentalmente empurrada para o portal, ela viaja no tempo na Floresta Encantada e para em Storybrooke. Os produtores executivos do programa, explicaram mais tarde que a Disney não tinha lhes pedido para fazer um crossover. Em vez disso, eles se apaixonaram por Frozen quando estreou em novembro, o vendo mais de três vezes, e então desenvolveram a história em fevereiro e apresentaram com sucesso a ABC Studios, a rede ABC, e em seguida, a gestão da marca Disney. Os produtores disseram que "sua sala de escritores era basicamente uma "sala de apreciação de Frozen'' e que seriam "totalmente honrados" se as estrelas dos filmes quisessem reprisar seus papéis. Adam Horowitz disse que eles não estavam indo "refazer" o filme: [...] "estamos muito conscientes do que nós pensamos que faz esses personagem de "Frozen" tão especiais queremos honrar isto, e ter certeza do que fazemos está dentro do universo que todos se apaixonaram no ano passado''.
Em 7 de Junho de 2014, o TVLine relatou que Anna e Kristoff também iriam aparecer no show ao lado Elsa, e os testes começaram para todos os três personagens, e que Elsa iria aparecer em aproximadamente nove episódios. Na primeira semana de julho, tinha sido confirmado que Georgina Haig como Elsa, Elizabeth Lail como Anna, e Scott Michael Foster como Kristoff. Mais tarde, em 22 de Julho, TVLine anunciou o aparecimento de Hans no terceiro episódio da série, e em 28 de julho, o ator Tyler Jacob Moore foi anunciado ter sido escalado para este papel. No mesmo dia, John Rhys-Davies foi escalado como a voz de Pabbie, rei dos trolls. A primeira exibição de uma cena de Frozen na quarta temporada da série foi exibido no San Diego Comic-Con 2014, que mostrou que a história aconteceu após os eventos da animação.

### The Story of Frozen: Making a Disney Animated Classic
Em 13 de agosto de 2014, foi anunciado que o especial de uma hora, The Story of Frozen: Making a Disney Animated Classic iria ao ar em 2 de setembro de 2014 na ABC. Ele apresentava entrevistas com membros elenco e da equipe criativa do filme, cenas da Noruega que inspirou o visual de Frozen, anúncios do futuro da franquia, e uma pré-visualização de Anna, Elsa, e Kristoff em Once Upon a Time. O especial também incluiu um sneak peek de Big Hero 6, animação da Walt Disney Animation Studios.

### Frozen Norther Lights
Em 22 de junho de 2016, a Disney anunciou que Frozen vai ganhar quatro curtas-metragens em versão Lego, com as vozes originais de Kristen Bell, Idina Menzel, Josh Gad e Jonathan Groff, além de uma nova figura, Little Rock. Os curtas serão exibidos no Disney Channel no final do ano nos EUA. Antes disso, Frozen Norther Lights ganhará uma coleção de livros, para ser publicados a partir de julho nos Estados Unidos.

### Arendelle Castle Yule Log
Arendelle Castle Yule Log, um programa de televisão animado de fogueira de natal, foi lançado para o Disney+ em meados de dezembro de 2019. O programa, que dura cerca de 3 horas, apresenta uma lenha de yule queimando na lareira do Castelo de Arendelle enquanto Kristoff, Olaf e Sven fazem aparições. Uma versão atualizada foi lançada em dezembro de 2020.

## Curta-metragens

### Frozen Fever(2015)
Em 2 de setembro de 2014, durante a emissão de The Story of Frozen: Making a Disney Animated Classic no canal ABC, o diretor criativo da Walt Disney Animation Studios, John Lasseter, anunciou que um curta-metragem de Frozen com uma nova canção seria lançado brevemente. No mesmo dia, a revista Variety anunciou que o curta seria lançado na primavera de 2015, sob o título de Frozen Fever, com Lee e Buck regressando como cineastas, Peter Del Vecho como produtor e uma nova canção de Robert Lopez e Kristen Anderson-Lopez. O resumo do curta foi: "...é o aniversário de Anna, e Elsa e Kristoff estão determinados a dar-lhe a melhor festa de sempre, mas os poderes de Elsa podem causar uma pequena confusão."O curta estreou em março de 2015 com o longa-metragem de Cinderela.

### Myth: A Frozen Tale(2020)
Um curta prequela de Frozen II intitulado Myth: A Frozen Tale foi lançado em 11 de junho de 2020 e é dirigido por Jeff Gipson. O curta apresenta Evan Rachel Wood interpretando uma mãe de Arandelle enquanto ela narra a história dos elementais. O curta era virtual e só estava disponível através de Oculus Rift. Em 15 de janeiro de 2021, foi anunciado que uma versão "plana" seria disponibilizada no Disney+ em 26 de fevereiro.

### Once Upon a Snowman(2020)
Anunciado no Jimmy Kimmel Live! por Josh Gad, a voz de Olaf, o curta-metragem Once Upon a Snowman foi lançado exclusivamente no Disney+ em 23 de outubro de 2020. O curta detalha a origem de Olaf desde o momento em que foi criado por Elsa durante "Let It Go", até seu primeiro encontro com Anna, Kristoff e Sven no filme original.

## Especial de TV

### Olaf's Frozen Adventure
Em 9 de fevereiro de 2016, foi anunciado que um especial de natal do Frozen estava em desenvolvimento, programado para estrear em 2017 na ABC. O especial é dirigido por Kevin Deters e Stevie Wermers-Skelton e está sendo produzido por Roy Conli (Tangled, Big Hero 6). Durante a exibição de The Making of Frozen: Return to Arendelle na ABC em 2016, foi revelado que o nome do especial de feriado seria Olaf's Frozen Adventure. Mais tarde, foi revelado por John Lasseter em junho de 2017 que o especial de 21 minutos receberia um lançamento nos cinemas por tempo limitado. Ele estreou nos cinemas com Coco da Pixar em 22 de novembro de 2017, e fez sua estreia na televisão na ABC em 14 de dezembro de 2017. O Blu-ray/DVD do curta-metragem foi lançado nos Estados Unidos e Canadá em 13 de novembro de 2018.

## Equipe
| Função             | Filmes                               | Filmes                                                                    | Curta-metragens                       | Curta-metragens               | Especial de TV              | Especial de TV              |
| Função             | Frozen                               | Frozen II                                                                 | Frozen Fever                          | Once Upon a Snowman           | Olaf's Frozen Adventure     | LEGO Frozen Northern Lights |
| ------------------ | ------------------------------------ | ------------------------------------------------------------------------- | ------------------------------------- | ----------------------------- | --------------------------- | --------------------------- |
| Diretor(es)        | Chris Buck Jennifer Lee              | Chris Buck Jennifer Lee                                                   | Chris Buck Jennifer Lee               | Trent Corry Dan Abraham       | Kevin Deters Stevie Wermers | N/A                         |
| Produtor(es)       | Peter Del Vecho                      | Peter Del Vecho                                                           | Aimee Scribner Peter Del Vecho        | Nicole Hearon Peter Del Vecho | Roy Conli                   | N/A                         |
| Produtor Executivo | John Lasseter                        | Byron Howard                                                              | Jennifer Lee                          | John Lasseter                 | N/A                         | N/A                         |
| História(s)        | Chris Buck Shane Morris Jennifer Lee | Chris Buck Robert Lopez Jennifer Lee Marc E. Smith Kristen Anderson-Lopez | Chris Buck Jennifer Lee Marc E. Smith | Trent Corry Dan Abraham       | Jac Schaeffer               | N/A                         |
| Roteirista(s)      | Jennifer Lee                         | Jennifer Lee                                                              | Chris Buck Jennifer Lee Marc E. Smith | Trent Corry Dan Abraham       | Jac Schaeffer               | N/A                         |
| Cantor-compositor  | Robert Lopez Kristen Anderson-Lopez  | Robert Lopez Kristen Anderson-Lopez                                       | Robert Lopez Kristen Anderson-Lopez   | N/A                           | Kate Anderson Elyssa Samsel | N/A                         |
| Compositor(es)     | Christophe Beck                      | Christophe Beck                                                           | Christophe Beck                       | Jeff Morrow Christophe Beck   | Jeff Morrow Christophe Beck | N/A                         |
| Editor             | Jeff Draheim                         | Jeff Draheim                                                              | Jeff Draheim                          | Jeff Draheim                  | Jesse Averna Jeremy Milton  | N/A                         |

## Série de curtas

### At Home with Olaf(2020)
Em 6 de abril de 2020, a Disney lançou uma série de clipes curtos centrados inteiramente em Olaf em suas páginas do YouTube e Twitter. Os curtas apresentam Josh Gad reprisando seu papel como Olaf, e foram animados por Hyrum Osmond e alguns outros animadores, de suas casas. Esses curtas foram feitos durante a pandemia de COVID-19. A série terminou em 13 de maio daquele ano com um curta-metragem especial de montagem musical intitulado I Am with You. Este último contém clipes de outros filmes de animação da Disney, como Dumbo, Cinderela, A Bela e a Fera, Hércules, Detona Ralph, o Frozen original e muito mais. 21 curtas foram lançados no total.

## Série documental

### Into the Unknown: Making Frozen 2(2020)
Em 11 de abril de 2019, foi anunciado que uma série documental sobre os bastidores de Frozen 2 seria lançada no Disney+ em seu primeiro ano, intitulada Into the Unknown: Making Frozen 2. O primeiro trailer foi lançado em junho de 2020 e a série foi lançada em 26 de junho de 2020. Ao longo de seis episódios, a série segue a equipe de produção e o elenco de vozes de Frozen II no último ano de desenvolvimento do filme. Foi dirigido por Megan Harding e produzido pela Lincoln Square Productions. Harding teve como objetivo representar o processo de produção de forma honesta e a equipe filmou por 115 dias.

## Música
A franquia de Frozen contém muitas canções que alcançaram um nível de sucesso independente fora do contexto dos filmes em que foram apresentadas. Estas incluem:

### Frozen(2013)
- "Frozen Heart"
- "Do You Want to Build a Snowman?"
- "For the First Time in Forever"
- "Love Is an Open Door"
- "Let It Go"
- "Reindeer(s) Are Better Than People"
- "In Summer"
- "Fixer Upper"

### Frozen Fever(2015)
- "Making Today a Perfect Day"

### Olaf's Frozen Adventure(2017)
- "Ring in the Season"
- "The Ballad of Flemmingrad"
- "That Time of Year"
- "When We're Together"

### Frozen: The Broadway Musical(2018)
- "Dangerous to Dream"
- "Monster"
- "What Do You Know About Love?"
- "True Love"
- "I Can't Lose You"

### Frozen II(2019)
- "All Is Found"
- "Some Things Never Change"
- "Into the Unknown"
- "When I Am Older"
- "Lost in the Woods"
- "Show Yourself"
- "The Next Right Thing"

### At Home with Olaf(2020)
- "I Am With You"

A trilha sonora de Frozen foi muito bem sucedida tornando-se o álbum mais vendido de 2014, com mais de 10 milhões de cópias vendidas e "Let It Go", tornando-se a quinta canção mais vendida de 2014. Um programa de rádio intitulado Frozen Radio, é um outro formato usado para fornecer canções de Frozen e outras músicas da Disney para os ouvintes. Além disso, uma canção intitulada "The Making of Frozen" foi escrita como um featurette para o lançamento em Blu-ray/DVD de Frozen.
Além das canções do filme, a produção teatral da Broadway adicionou 11 canções e 3 reprises, incluindo uma reprise de "Let It Go" como final. Em 2019, para a turnê norte-americana, uma nova música, "I Can't Lose You", foi adicionada para substituir "For The First Time in Forever (reprise)". Essa mudança foi então implementada na produção da Broadway a partir de 18 de fevereiro de 2020.

## Show ao vivo
Com o sucesso do filme, a Disney começou a trabalhar em três adaptações musicais, como atração no Hyperion Theatre da Disney California Adventure, para a Broadway e Disney Cruise Line.

### Disney On Ice
Em 4 de setembro de 2014, a Disney on Ice apresentou a estreia mundial de um show de patinação no gelo baseado no filme no Amway Center, em Orlando, Florida.

### Musical da Broadway (2018)
Em janeiro de 2014, Robert Iger anunciou que Frozen seria adaptado para um musical da Broadway. Em fevereiro de 2016, a Disney Theatrical anunciou que Frozen vai estrear na Broadway no início de 2018, e antes terá prévias em Denver em agosto de 2017. O nomeado ao Tony Awards, Alex Timbers, seria o diretor, Kristen e Robert Lopez voltam como compositores e escreveram novas canções, Jennifer Lee escreverá o libreto, o elenco ainda não foi confirmado. Foi anunciado em no início de agosto que Timbers havia deixado a direção, junto com o coreógrafo Christopher Gattelli, nenhum novo diretor foi anunciado.
Em 25 de abril, os compositores mencionaram a um entrevistador que eles estavam prestes a dirigir-se para um laboratório de desenvolvimento na próxima semana para o musical. Anderson-Lopez explicou que, enquanto "o filme só tem sete músicas e meia... nós escrevemos cerca de 23 para o musical", no sentido de que eles dobraram o número de canções originais e fizeram reprises das existentes. Lopez explicou que o musical seguiria a mesma história que o filme, mas eles estão adaptando todos os momentos icônicos do filme de Frozen para o ambiente de teatro musical. Mais tarde, foi relatado que o primeiro teste de desenvolvimento do musical foi realizada durante duas semanas em maio de 2016 em Nova Iorque, com Betsy Wolfe como Elsa, Patti Múrin como Anna, Okieriete Onaodowan como Kristoff, e Greg Hildreth como Olaf, e que o próprio Iger participou da leitura em um ponto.
Em 27 de setembro de 2016 a Disney anunciou a nova equipe criativa: Michael Grandage é o diretor e Christopher Oram é o designer cênico. Christopher Gattelli já havia sido anunciado como coreógrafo. (Alex Timbers e Bob Crowley já não estão envolvidos.) O musical abrirá na Broadway no St. James Theatre.

## Atividades

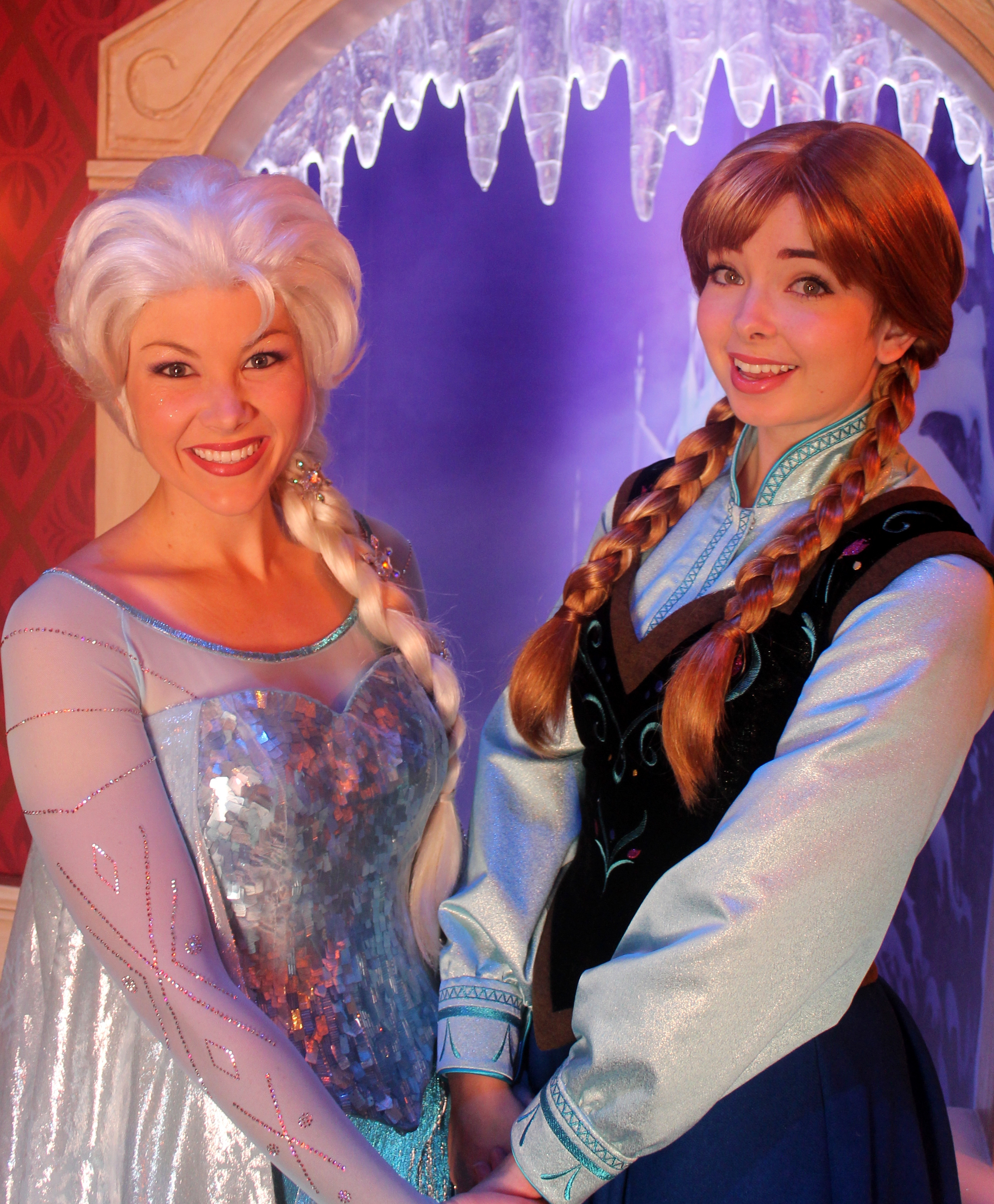
Elsa e Anna na Disneyland.

### Meet-and-greets
Os meet-and-greets com Anna e Elsa na Disneylândia e Epcot, tinha sido inicialmente patrocinado pela The Walt Disney Studios como atrações temporárias de curto prazo a partir de novembro de 2013 para promover o filme, mas em fevereiro de 2014, os parques da Disney decidiu estendê-los indefinidamente em resposta a uma demanda sem precedentes. No início de março, o tempo de espera foi supostamente entre quatro ou cinco horas para ver Anna e Elsa, que alimentou especulações fora dos parques se a Disney iria responder com atrações específicas de Frozen. Depois do tempo de espera para o pavilhão da Noruega do Epcot ter atingido seis horas de acordo com o Walt Disney World, em meados de abril, os meet-and-greets de Anna e Elsa, mudou-se para o Princess Fairytale Hall, no Magic Kingdom, onde os hóspedes do parque podem utilizar o novo sistema de reservas, (parte do projeto MyMagic + da Disney) FastPass +, para superar o o longo tempo de espera. Jezebel.com comentou sobre o fenômeno, "dizem que os personagens são como os Beatles agora, atraindo grandes multidões de mulheres gritando." No entanto, não houve quaisquer planos para Anna e Elsa juntarem-se a linha Disney Princesas, embora a Disney Store confirmou que ainda era possível os personagens serem adicionados a esta franquia no futuro. Quando, mais tarde questionado sobre a situação dos meet-and-greets, Buck disse: "Oh, é uma loucura." Ele viu próprio viu a longa duração de quatro horas quando visitou a Disneyland no verão de 2014, e com muito tato recusou-se a sugestão de um colega visitante a apresentar-se a enorme multidão.
No Natal de 2014, a Hong Kong Disneyland abriu um meet-and-greet de Frozen na Fantasyland com Anna e Elsa. Ele exige um bilhete de reserva (semelhante ao Fastpass) devido à alta popularidade do filme. Houve também um show de marionetes de Olaf para o verão na Fantasyland.
Meet-and-greet com Anna e Elsa, foram introduzidos para a temporada do Natal em 2014, (meados de novembro de 2014 e início de janeiro de 2015) na Disneyland Paris no Princess Pavilion. As reservas de bilhetes foram emitidos todas as manhãs para um número limitado. Devido ao comprimentos das filas e mau comportamento dos convidados, os meet-and-greets foram interrompidos no início de 2015 e só retornaram irregularmente e sem aviso prévio, no Disneyland Hotel.

### Paradas
Depois do filme lançado, a Disneyland Paris decidiu acrescentar um trio de Frozen na Disney Magic on Parade.
Na Primavera de 2014,o Magic Kingdom do Walt Disney World abriu Disney Festival of Fantasy Parade, com personagens de Frozen no primeiro trio. Em maio de 2014, a Soundsational Parade do Mickey na Disneylândia, estreou uma unidade de pré-desfile do Frozen com Anna, Elsa, e Olaf.
Em 28 de janeiro de 2015, foi anunciado que a Disneyland iria receber uma nova parada noturna chamada Paint the Night, que inclui um Frozen flutuador com Anna, Elsa, e Olaf. O desfile estreou em 22 de maio como parte da celebração do 60º aniversário da Disneyland.

### Eventos e celebrações

#### World of Color: Winter Dreams(2013, 2014, 2015)
De 15 de novembro de 2013 a 6 de Janeiro, 2014, um show de uma hora intitulado World of Color: Winter Dreams estreou. Apresentado por Olaf, o show celebra a estação do inverno com vários segmentos temáticos de férias, com cenas de Frozen, Toy Story, Bambi, Fantasia, One Hundred and One Dalmatians, Prep & Landing, Secret of the Wings, Tangled, Wreck-It Ralph, Melody Time, A Dama e o Vagabundo, Mickey's Once Upon a Christmas, Beauty and the Beast: The Enchanted Christmas e vários curtas clássicos do Mickey Mouse. O show incorpora tradicionais canções natalinas, "Carol of the Bells", "Let it Snow", "It's the Most Wonderful Time of the Year", "I'll Be Home for Christmas", "Believe", "Silent Night", a "Nutcracker Suite", "Jingle Bells", "I Have a Little Dreidel", "Feliz Navidad", "Joy to the World", e "Have Yourself A Merry Little Christmas", e canções de Frozen como "Let It Go" e "In Summer".
Em novembro de 2014, World of Color: Winter Dreams abriu com um show diferente. O segmento pré-show de brilho foi removido, porém sua música toca após o segmento pós-show como saída de música. No geral,o show enfrentou grande rearranjos, assim como adição de canções de Frozen, como "Love Is an Open Door" e "Do You Want to Build a Snowman?". Além do mas, chamas falsas foram introduzidas este show durante a sequência "In Summer".

#### Disney Dreams! of Christmas(2013, 2014, 2015)
Em 10 de novembro de 2013, estreou um show de uma hora intitulado Disney Dreams! of Christmas. Apresentado por Olaf, juntamente com Anna. O show celebra a estação do inverno com vários segmentos de temática natalina, com cenas que são quase as mesmas de World of Color.
No natal de 2014, como World of Color, o show começou com uma introdução diferente. Possui mais cenas como World Of Cor, com personagens de Big Hero 6.

#### Frozen Fun(2014, 2015)
No Hollywood Studios do Walt Disney World, em 5 de julho de 2014, foi lançado Frozen Summer Fun, que era para ser apresentado a partir de 1 de setembro, e que incluiu um desfile diário, sing-along show, festa de dança e fogos de artifício; Uma pista coberta de patinação no gelo com uma loja de mercadorias; e decorações de Frozen ao longo de todo parque temático. Em resposta à forte demanda, a Disney Parks anunciou posteriormente em 7 de agosto que Frozen Summer Fun seria estendido até 28 de setembro.
Em 5 de dezembro de 2014, a Disneyland Resort anunciou um evento de Frozen Fun no Disney California Adventure. Enquanto algumas das atrações foram disponibilizados em 20 de dezembro, o Frozen Fun começou oficialmente em 7 de janeiro de 2015. O evento contou com For the First Time in Forever: A Frozen Sing-Along Celebration, no Teatro Muppet Vision 3D, Olaf’s Snow Fest (com meet-and-greet do Olaf), Wandering Oaken’s Trading Post, Freeze the Night! A Family Dance Party e Anna and Elsa’s Royal Welcome, um meet-and-greet no Disney Animation Building que também tem lições de como desenhar Olaf ou Marshmallow na Academia de Animação.
Em 11 de junho de 2015, a Hong Kong Disneyland lançou um evento de Frozen Fun a partir de 30 de agosto. A principal característica do evento é o Frozen Festival Show apresentado no Crown Jewel Theatre dentro do Frozen Village, uma área localizada no espaço "caixa preta", conhecido como "O Pavilhão", entre Adventureland e Grizzly Gulch. Também no interior Frozen Village tem Frozen Festival Square, com meet-and-greet do Olaf, um passeio de tobogã, e um Oaken Trading Post. Outras atrações são "Frozen Processional", meet-and-greet com Anna e Elsa na Fantasyland, bem como lições sobre como desenhar Olaf na Academia de Animação.

#### Anna and Elsa's Frozen Fantasy(2015)
Em 13 de janeiro de 2015, Tokyo Disneyland apresentou um evento de inverno baseado em Frozen. Este evento contou com um desfile de Frozen e cenas especiais do castelo de Once Upon A Time projetado para o show. O evento terminou em 20 de março de 2015.

#### Frozen – Live at the Hyperion(2016)
Foi anunciado em setembro de 2015, que a Disney California Adventure vai receber um show de Frozen no Hyperion Theater do parque. O show estreou em 27 de março de 2016.

### Atrações

#### Anna & Elsa Boutique
Em 19 de agosto de 2014, foi anunciado que a Boutique de Elsa & Anna (substituindo o Estúdio Disney 365) abriria em meados de setembro no distrito Downtown Disney do Disneyland Resort. A data de abertura foi posteriormente alterado para 6 de outubro de 2014, e o nome da loja foi mudado para "Anna & Elsa Boutique". O local inclui produtos inspirados por Anna, Elsa, e Olaf. A Boutique de Anna & Elsa recebeu uma linha de consumidores curiosos em seu primeiro dia de operação, embora a administração da Disney decidiu avaliar a resposta do consumidor antes de considerar fazer lojas similares em outros locais da Disney.

#### Frozen Ever After

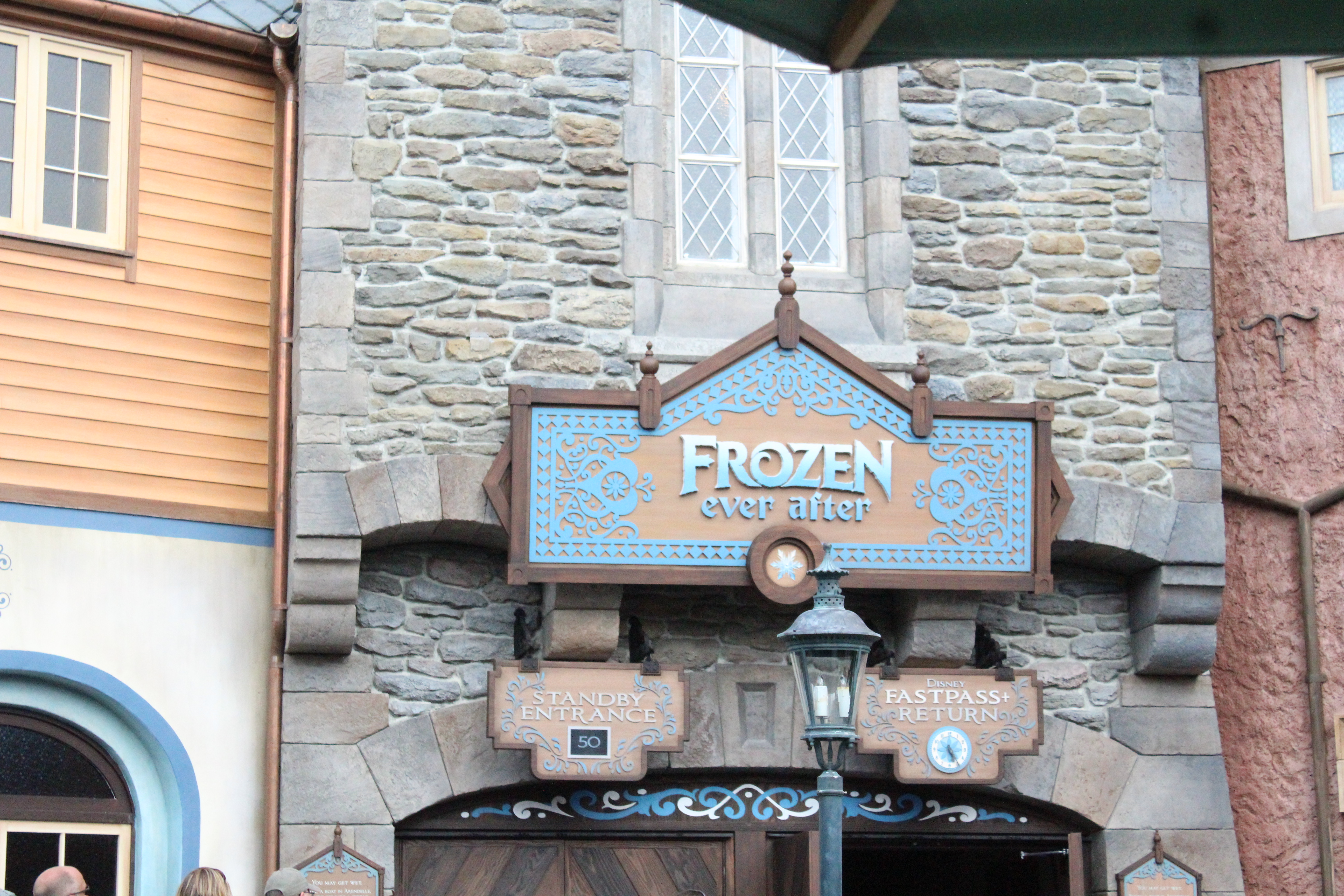
Frozen Ever After, atração do Walt Disney World inaugurada em junho de 2016.

Walt Disney World anunciou em setembro de 2014, que uma atração de Frozen abrirá em 2016, substituindo o pavilhão da Noruega no EPCOT. A atração contará com o reino de Arendelle,música e cenas do filme, bem como meet-and-greets com Anna e Elsa. Buck e Lee confirmaram em março 2015, foram ao DisneyParks ver o design do novo passeio-corrida de Frozen no Epcot. Na atração, Buck afirmou: "ele vai ter animatrônicos, áudios e estátuas, vai olhar surpreendente." A atração abriu em 21 de junho de 2016.

#### Área temática da Escandinávia
Em 28 de Abril, 2015, a Oriental Land Company anunciou uma nova atração Escandinávia em Tokyo DisneySea, com uma parte da área temática especificamente de Frozen. A nova área temática é a oitava desenvolvida no local de expansão localizado ao sul do Delta Rio Perdido e tem aproximadamente o mesmo tamanho que a Costa da Arábia.

### Atividades da Disney Cruise Line
Em 22 de janeiro de 2015, foi anunciado que no verão (do hemisfério norte) de 2015, atividades temáticas de Frozen serão adicionadas no Disney Magic e Disney Wonder itinerários da Disney Cruise Line. Isto inclui uma nova plataforma de festa de Frozen, e, no Magic, uma nova sequência de Frozen foi adicionada ao show Disney Dreams. Além disso, Anna, Elsa e outros personagens de Frozen, fazem meet-and-greet com todos abordos nos navios.

## Livros e quadrinhos
A editora Random House, inicialmente lançou cinco títulos relacionados a Frozen em língua inglesa, com a estreia do filme. Até 29 de junho de 2014, todos os cinco foram classificados entre os Top 20 livros best-seller da Nielsen de 2014, no mercado dos EUA. Em agosto, esses cinco títulos tinha coletivamente passado 148 semanas na lista das USA Today dos 150 livros mais vendidos nos Estados Unidos. A Random House havia vendido mais de 8 milhões de livros relacionados a Frozen. Naquele mês, a Random House anunciou uma nova série de quatro livros da Erica David para ser lançado em 2015; suas duas primeiras parcelas, Anna & Elsa #1: All Hail the Queen e Anna & Elsa #2: Memory and Magic, que  estende a trama além dos eventos mostrados no filme, mostrando as irmãs conhecendo uma a outra, foram liberados em 6 de janeiro de 2015. Eles ainda planejam lançar três ou quatro livros de Frozen por ano no futuro. Em 2014, a série de Charles Solomon, "The Art of ... " também lançou um The Art of Frozen, descrevendo à produção do filme, e numerosas obras de arte conceituais que inspiraram o estilo visual do filme. A adaptação em quadrinhos de Frozen, chamada Frozen - Graphic Novel, foi lançado digitalmente em 23 de julho de 2014, pela Disney Press, e uma versão impressa foi publicada por Joe Books em 27 de janeiro do ano seguinte.